# Orozimbo Barbosa
Orozimbo Barbosa Puga (Chillán, 5 de marzo de 1838-Placilla de Peñuelas, 28 de agosto de 1891) fue un militar chileno, de destacada participación en las campañas de ocupación de la Araucanía, la Guerra del Pacífico y la Guerra civil de 1891, donde fue asesinado tras la batalla de Placilla.

## Biografía
Orozimbo Barbosa nació en Chillán el 5 de marzo de 1838, hijo del Sargento Mayor Juan Barbosa Jiménez y de Dolores Puga Álvarez de la Barrera. (Gonzalo Bulnes escribe su nombre "Barboza" en "La Guerra del Pacífico, desde Tarapacá a Lima"). Estudió en el Colegio en Chillán, incorporándose en 1856 al Ejército de Chile, realizando una ascendente carrera y recibiendo su bautismo de fuego en la revolución de 1859, donde combatió a favor del gobierno del presidente Manuel Montt. Primero sirvió en el Batallón Buin, y en 1858 ascendió a Teniente.
Sobre la base del mérito en combate, logró el grado de Capitán. Intervino en la Batalla de Pichiguao, y fue enviado a la Araucanía. Barbosa participó en las campañas de ocupación de la Araucanía, entre los años 1862 y 1864, y más tarde entre 1868 y 1869, interviniendo en las operaciones de consolidación de la frontera militar en las áreas del Bio-Bío y Toltén. En dicha campaña ascendió del Sargento Mayor del Buin a Jefe de la Brigada Toltén. También participó en la fundación de los fuertes de Mulchén, Negrete, Toltén y Queule y en julio de 1869 fue nombrado gobernador de La Imperial, siendo ascendido a teniente coronel un mes más tarde. A fines de ese mismo año fue nombrado comandante del Batallón 8.º de línea. Puso en práctica una nueva modalidad con los Loncos mapuches que consistía en escribirles cartas. Estos, en un principio, las rechazaron y devolvían, pero, ante la insistencia de aquel, los caciques optaron por apreciar y contestar las misivas.

### Guerra del Pacífico
En 1876 ascendió a Coronel, y en 1879 asumió la Comandancia del Regimiento Lautaro. Al estallar la Guerra del Pacífico en 1879, el ahora coronel graduado Barbosa tomó parte activa en la contienda, desarrollando entonces la parte más destacada de su carrera militar. Fue comandante del batallón "Cazadores del Desierto", y luego del regimiento "Lautaro", participando con este mando en la expedición de castigo a Mollendo. A fines de ese año fue ascendido a coronel efectivo.
Designado comandante de la 4.ª división del ejército expedicionario, Barbosa luchó en el Expedición a Mollendo, Batalla de Tacna, Ensenada y Talca. Asimismo, participó en el asalto y toma del Morro de Arica (7 de junio de 1880), y en los meses siguientes, fue designado comandante de la segunda brigada de la 2.ª división del ejército para la decisiva campaña de Lima. Como tal, luchó en la Batalla de San Juan y Chorrillos y de Miraflores el 13 y el 15 de enero de 1881. Ingresó junto con el Ejército triunfante en Lima el 17 de enero de 1881. Terminada la campaña con la toma de la capital peruana, Barbosa poco después fue nombrado inspector delegado del ejército.
Tras el fin de la guerra, Barbosa fue nombrado Intendente. En marzo de 1884 volvió a Chile y fue nombrado comandante general de Armas de Valdivia (9 de mayo de 1884), permaneciendo en este puesto hasta marzo de 1887. En 1887 fue nombrado general de Brigada.
Luego fue nombrado comandante del Batallón de Artillería de Marina y en agosto de ese año ascendió a general de Brigada, siendo nombrado días más tarde comandante general de Armas de Santiago.
Inteligente, enérgico y amigo de la disciplina y el orden, Barbosa demostró gran talento para la ejecución de operaciones en conjunto y probó ser uno de los mejores jefes divisionarios del ejército chileno. Hombre de recio carácter y fuerte personalidad, padecía de diabetes.

## Guerra civil de 1891

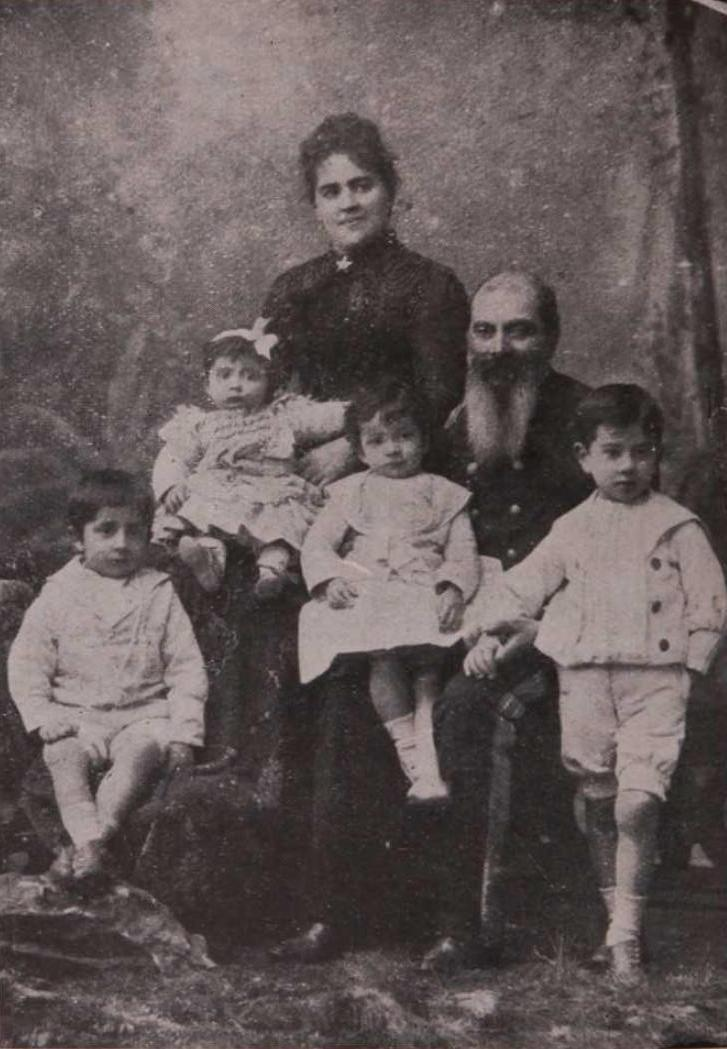
Barbosa y su familia en 1891.

Al estallar la guerra civil de 1891, fue leal al gobierno de José Manuel Balmaceda y fue nombrado General en Jefe del Ejército, y por el enfrentamiento entre los sectores liberales parlamentarios, representados por el Congreso, y los presidencialistas constitucionalistas partidarios del presidente José Manuel Balmaceda, las fuerzas armadas chilenas se dividieron. La marina de guerra tomó partido por el congreso, y el ejército por Balmaceda. El general Barbosa, como uno de los jefes más distinguidos del ejército, se convirtió en un entusiasta partidario del presidente Balmaceda.
Como jefe de los servicios de seguridad, primero, y luego como General de División, Barbosa jugó un destacado papel en la consolidación de la autoridad del gobierno y en la represión de las fuerzas opositoras. Debido a esto, Barbosa se vio implicado ampliamente en la labor represiva del gobierno, que fue haciéndose cada día más sangrienta.
Barbosa fue elegido Senador por Cautín para el Congreso Constituyente.

### Masacre de Lo Cañas
Al acercarse así el momento decisivo de la lucha, la represión del gobierno alcanzó su grado máximo. Desembarcados los revolucionarios en Quintero, al norte de Valparaíso, el 17 de agosto de 1891, los simpatizantes revolucionarios de Santiago se pusieron en marcha para ayudar a sus fuerzas desembarcadas, dinamitando puentes y ferrocarriles para evitar que las tropas del gobierno se movilizaran para hacer frente a la invasión. Uno de los grupos revolucionarios, sorprendido por los servicios de seguridad en la hacienda de Lo Cañas, cerca de Santiago, fue cazado por los cerros y detenido. Numerosos revolucionarios quedaron heridos o muertos en estas cazas, y había torturas y abusos de toda clase. Los detenidos fueron sometidos al Consejo de Guerra presidido por el Coronel Ramón Vidaurre. Nueve de ellos fueron condenados a muerte en consideración a sus propias declaraciones. El presidente de la República, José Manuel Balmaceda, basado en las leyes vigentes tuvo que mostrarse inflexible y la sentencia se cumplió el 20 de agosto de 1891. Fusilaron a 84, y quemaron la mayoría de los cuerpos. El general Barbosa envió a su ayudante Enrique Baeza Yávar a Lo Cañas quien en su calidad de ministro de fe volvió a Santiago y le comunicó al general el cumplimiento de esta sentencia. En el libro Como Si Fuera Hoy... Recuerdos de la Revolución de 1891, su hijo relata el pesar del general, a quien encontró llorando en su hogar por este acontecimiento. El hecho se conoció como la Masacre de Lo Cañas (20 de agosto de 1891), y provocó conmoción e indignación en la sociedad y en el bando revolucionario, siendo Barbosa sindicado como uno de los principales responsables de estos sangrientos hechos.

### Fin de la guerra y muerte de Barbosa

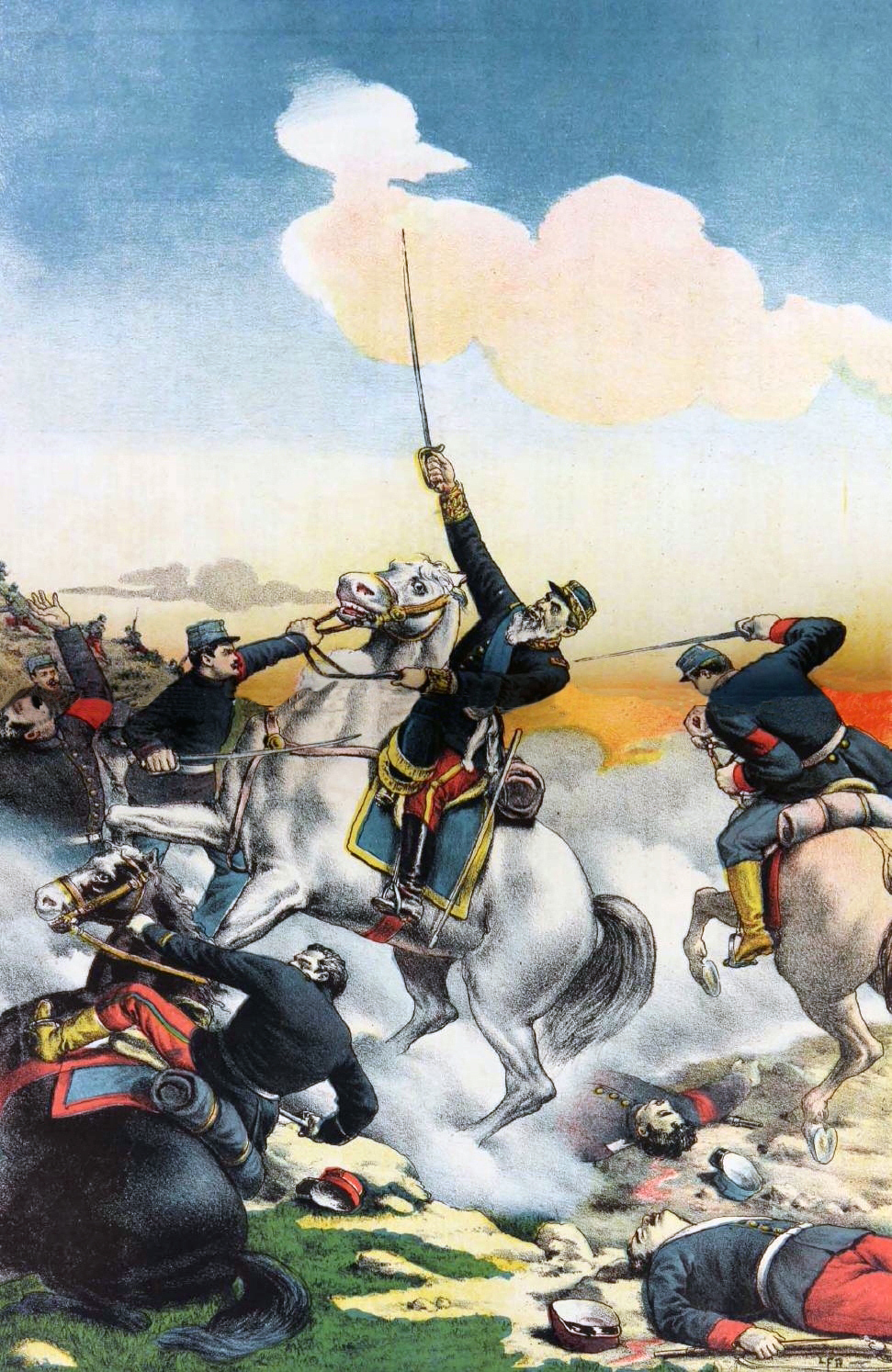
Grabado de la muerte del General Barbosa (En La Lira Chilena, 1906).

El General Barbosa tomó el mando de las divisiones reunidas de Santiago y Valparaíso con cerca de 8.000 hombres en total, para hacer frente al ejército revolucionario congresista de 9.000 efectivos. La batalla decisiva tuvo lugar en Concón el 21 de agosto de 1891. Barbosa y el ejército del gobierno fueron completamente aplastados, replegándose hacia Valparaíso para defender esta ciudad puerto, mientras el ejército revolucionario congresista, aumentados sus efectivos con muchos desertores de las fuerzas del gobierno, se movilizó hacia las afueras de esta ciudad por el este.
Barbosa, complicado por la derrota de Concón y un agravamiento de su diabetes, se vio imposibilitado de dirigir eficientemente a sus tropas en la batalla final de Placilla (28 de agosto de 1891), librada a las afueras de Valparaíso. Tras una lucha, el ejército del gobierno fue totalmente derrotado, huyendo sus restos hacia el puerto.
Barbosa, impotente ante el derrumbe de su ejército y viéndolo todo perdido, trató de replegarse hacia la ciudad, pero fue acorralado por un grupo de caballería congresista, a pesar de estar rodeado intenta defenderse e increpa a sus atacantes gritándoles "mátenme perros" luego de esto es asesinado brutalmente junto con sus escoltas. Su cuerpo, desnudado por sus enemigos, fue enviado a Valparaíso junto con el del general de brigada José Miguel Alcérreca, también asesinado por los congresistas.
Sobrevivieron a Barbosa su segunda esposa, Corina Baeza Yávar, y dos hijos: Enrique y Alberto.
El 29 de octubre de 1922, los restos del General Barbosa fueron exhumados junto a los del General José Miguel Alcérreca desde el Cementerio N.º 2 de Valparaíso, para ser trasladados a Santiago. El 1.º de octubre se realizó una misa en la Iglesia Metropolitana, para ser luego sepultado en una imponente manifestación pública, en el mausoleo del Ejército en el Cementerio General.